# Mercedes Reis Pequeno
Mercedes Reis Pequeno (Rio de Janeiro, 08 de fevereiro de 1921 - Rio de Janeiro, 03 de agosto de 2015) foi uma premiada bibliotecária documentalista brasileira, especializada em música e pioneira na documentação musical. Ela foi membro da Academia Brasileira de Música, ocupante da cadeira de número 7 onde coordenou e implementou o projeto Bibliografia Musical Brasileira.

## Biografia
Filha de Pedro Moutinho dos Reis Filho e Maria Olympia de Moura Reis, que foi amiga de Villa-Lobos e como professora, trabalhou com ele na implantação do ensino de música nas escolas primárias. Mercedes começou seus estudos musicais aos 9 anos no Colégio Bennett e mais tarde estudou piano com Mima Oswald, filha do compositor Henrique Oswald e depois com Tomas Terán.
Formou-se em 1937 pelo Colégio Aldridge e em piano pela Escola Nacional de Música da Universidade do Brasil, atual Escola de Música da Universidade Federal do Rio de Janeiro (UFRJ).
Em 1938 conheceu o musicólogo Luiz Heitor Corrêa de Azevedo que reconheceu nela a vocação para pesquisa e se tornou o seu grande incentivador na área da documentação musical.  Sob a orientação de Luiz Heitor, ela e Cleofe Person de Mattos iniciaram um levantamento bibliográfico sobre música no Brasil. O projeto, encomendado por William Berriam a pedido do Handbook of Brazilian Studies, deu origem à Bibliografia Musical Brasileira (1820-1950) publicada em 1952.
Colaborou na Revista Brasileira de Música, a convite de Luiz Heitor Corrêa de Azevedo, de 1940 a 1941. 
Em 1940 secretariou Carleton Sprague Smith, que chegara ao Brasil a serviço do Departamento de Estado do governo norte-americano como adido cultural e que iria atuar principalmente nos assuntos relacionados à musica brasileira.
Completou o curso de Biblioteconomia do DASP - Departamento Administrativo do Serviço Público em 1942, ingressou no serviço público no primeiro concurso para bibliotecário do Ministério da Educação (MEC) indo trabalhar no Instituto Nacional do Livro (INL) com o escritor Augusto Meyer, diretor do Instituto.
Entre os anos de 1947 a 1949 trabalhou em Washington, DC como assistente do musicólogo Charles Seeger, então diretor da Divisão de Música da União Pan-Americana, hoje Organização dos Estados Americanos (OEA).
Foi casada com o jornalista, filólogo, linguista e violoncelista Evandro Moreira Pequeno que morreu em 1959.

## Divisão de Música e Arquivo Sonoro
Em 1951 Mercedes deu início ao trabalho de criar e organizar a maior biblioteca de música no Brasil e uma das mais importantes bibliotecas de música da América Latina, a Divisão de Música e Arquivo Sonoro (DIMAS) da Fundação Biblioteca Nacional onde chefiou até 1990, quando se aposentou.
Durante sua gestão organizou 38 exposições comemorando efemérides musicais nacionais e estrangeiras, sendo dezoito com catálogos impressos, alguns os primeiros a gerar um catálogo completo das obras do compositor, tornando-se referência para as pesquisas subsequentes. 
Destacam-se as exposições de: José Maurício Nunes Garcia, em 1967; Francisco Braga, em 1968; Alberto Nepomuceno, em 1964; Ernesto Nazareth, em 1966; Glauco Velásquez, em 1964; Beethoven, em 1970; Mozart, em 1956 e 1991; Milhaud, em 1970 e ainda Música no Rio de Janeiro Imperial, em 1962, I Decênio da Divisão de Música e Arquivo Sonoro (DIMAS) e Três Séculos de Iconografia da Música no Brasil, em 1974.

## Documentação musical
Pioneira na documentação musical, foi a primeira bibliotecária com formação em música e biblioteconomia no Brasil dedicando toda a sua vida na organização e preservação de acervos de música.  
No magistério, ministrou cursos de organização de bibliotecas especializadas em música pela Universidade Santa Úrsula entre os anos de 1960 a 1968 e na Associação Brasileira de Bibliotecários em 1955.
Como vice-presidente da Associação Internacional de Bibliotecas, Arquivos e Centros de Documentação de Música (AIBM) 1965/74, colaborou em vários projetos da entidade, destacando-se o RISM (Répertoire International des Sources Musicales) e RILM (Répertoire International de Litterature Musicale). Foi também membro da Comissão de Música do Instituto Brasileiro da Educação, Ciência e Cultura da UNESCO; do Boletin Interamericano de Música da União Pan-Americana; do Conselho Consultivo do Museu Villa-Lobos, do Conselho Deliberativo do Instituto Brasil-Alemanha e da Comissão de Artes do Instituto Brasil-Estados Unidos. 
Colaborou com inúmeros musicólogos em suas pesquisas de âmbito internacional da música brasileira e em 1954, junto com Luiz Heitor e Wladimir Fédorov, implementou o projeto Repertório de Fontes Musicais do Brasil.
Em 1985 coordenou o projeto: Organização e cadastramento do acervo de partituras manuscritas de música brasileira da Fundação Nacional de Artes (FUNARTE), que visava reunir nas bibliotecas de música e catalogar os manuscritos de música brasileira para posterior microfilmagem resultando na catalogação de centenas de obras.

## Biblioteca Mercedes Reis Pequeno
A Biblioteca, inaugurada no dia 03 de julho de 2015, pertence à Academia Brasileira de Música (ABM) e sua missão fundamentada nos objetivos da ABM é apoiar e incentivar a pesquisa científica na área da musicologia no Brasil, facilitando o acesso aos recursos de informação e colaborando nos processos de criação do conhecimento.
Seu acervo, especializado em música brasileira, é formado por cerca de oito mil volumes,  constituído por livros, teses, periódicos, partituras, documentos textuais, fotografias, recortes de jornais e programas de concerto destacando-se:
- Coleção Acervo Institucional - Guarda a memória escrita da Academia Brasileira de Música;
- Coleção Acervo Acadêmicos – Arrola os documentos pertinentes aos patronos, fundadores e acadêmicos;
- Coleção Acervo Gravações de Música Brasileira – Consiste em gravações em discos de vinil sobre música brasileira;
- Coleção Mercedes Reis Pequeno – Acervo particular da bibliotecária Mercedes Reis Pequeno.

Através da Base Brasiliana, a ABM organiza e disponibiliza para pesquisa seus registros, permitindo ao usuário recuperar as informações bibliográficas registradas no acervo da Biblioteca.

## Coleção Mercedes Reis Pequeno
Seu acervo particular foi doado à Academia Brasileira de Música em 27 de agosto de 2015 por sua sobrinha, Lúcia Helena Reis Fontes, passando a ser denominado Coleção Mercedes Reis Pequeno. 
A Coleção representa um mapeamento de parte da memória musical brasileira e se tornou uma fonte valiosa de pesquisa. Além dos livros e periódicos, a Coleção arrola diplomas, registros civis, álbuns de fotografias, programas de concertos, agendas, discos em vinil, blocos de anotações, correspondências ativas com renomados musicólogos como,  Charles Seeger, Luis Heitor Corrêa de Azevedo, Cleofe Person de Mattos, Basílio Itiberê, entre outros, originais de suas publicações,  recortes de revistas e jornais, e objetos.

## Prêmios
- Prêmio Paula Brito - Bibliotecária, 1974. Conferido pelo Conselho Estadual de Cultura da Secretaria de Educação e Cultura do Rio de Janeiro[1]
- Prêmio Estácio de Sá - Música erudita,1977. Conferido pelo Museu da Imagem e do Som da Fundação Estadual de Museus do Rio de Janeiro[1]
- Medalha Biblioteca Nacional - Por destacados serviços prestados a esta Instituição ao livro e à cultura nacional, 1990[1]
- Medalha Museu da Imagem e do Som-Rio de Janeiro,  1990[1]
- Medalha de Prata - Conferido pela Societé d'Encouragement au Progrès-Paris, 1993.[4]

## Trabalhos publicados
1. Bibliografia Musical Brasileira: 1820-1950, em colaboração com Luiz Heitor Corrêa de Azevedo e Cleofe Person de Mattos. Rio de Janeiro : Instituto Nacional do Livro, 1952.
2. Bibliotecas e Arquivos de Música no Brasil -Verbete para The Grove Dictionary of Music and Musicians. Londres : Oxford University Press, 1980. v.10, p.813-815.
3. Brazilian Music Publishers. Inter-American Music Review. v. 9, n. 2 (spring/summer, 1988) p. 91-104.
4. Formação profissional do bibliotecário especializado em música - Anais do 4º Congresso da AIBM. Bruxelas, 1955.
5. Impressão musical no Brasil - Verbete para Enciclopédia da Música Brasileira: Erudita, Folclórica, Popular. São Paulo: Art Editora, 1977. v. 2, p. 352-363. 2 v.
6. Impressão musical no Brasil - Verbete para Enciclopédia da Música Brasileira: Erudita, Folclórica, Popular. 2. ed. rev. e amp. São Paulo: Art Editora/Publifolha, 1998. p. 370-379.
7. Música no Nordeste até os Oitocentos - Ensaio publicado na obra de Clarival do Prado Valadares- Nordeste Histórico e Monumental. Rio de Janeiro: Odebrecht, 1982.
8. A música militar no Brasil no século XIX. Primeira Exposição Geral do Exército. Rio de Janeiro : Imprensa Militar, 1952. 97p.
9. Répertoire Internacional des Sources Musicales - RISM. Catálogo coletivo de partituras e obras sobre músicas publicadas até 1800. Levantamento realizado em bibliotecas do Rio de Janeiro e de São Paulo.
10. Répertoire Internacional des Sources Musicales - RISM. Bibliografia seletiva de publicações sobre música no Brasil.

## Catálogos de Exposições
- 1954 - Literatura Musical nos Séculos XVI, XVII e XVIII Mostra da Biblioteca Abraão de Carvalho
- 1955 - Edições Raras de Obras Musicais da Coleção Thereza Christina Maria
- 1956 - Exposição comemorativa do 2º Centenário de Nascimento de W. A. Mozart
- 1959 - Sesquicentenário da morte de Joseph Haydn e Exposição comemorativa do Bicentenário de Morte de Georg Friedrich Haendel
- 1960 - Exposição comemorativa do sesquicentenário de nascimento de Fryderyk Chopin
- 1962 – Música no Rio de Janeiro Imperial: 1822-1870
- 1963 – Exposição comemorativa do Centenário de Nascimento de Ernesto Nazareth
- 1964 – Exposição comemorativa do Centenário de Nascimento de Alberto Nepomuceno Exposição comemorativa do Cinquentenário da Morte de Gaspar Viana e Glauco Velasquez
- 1965 – Rio Musical: crônica de uma cidade. 4º Centenário da Cidade do Rio de Janeiro
- 1967 – Exposição comemorativa do 2º. Centenário de Nascimento de José Maurício Nunes Garcia
- 1968 – Exposição comemorativa do Centenário de Nascimento de Francisco Braga
- 1970 - Beethoven no Rio de Janeiro:1833-1889
- 1974 – Três Séculos de Iconografia da Música no Brasil
- 1977 – Exposição comemorativa do 60º. Aniversário da estada de Darius Milhaud no Brasil (1917-1918)
- 1978 – Exposição comemorativa do tricentenário de nascimento de Vivaldi
- 1979 – Instrumentos musicais de indígenas brasileiros
- 1983 – Acervo Precioso, mostra do acervo geral da BN
- 1991 – Mozart no Rio de Janeiro oitocentista